# Andrej Meszároš
Andrej Meszároš (ur. 13 października 1985 w Powaskiej Bystrzycy) – słowacki hokeista, reprezentant Słowacji, trzykrotny olimpijczyk.

## Kariera

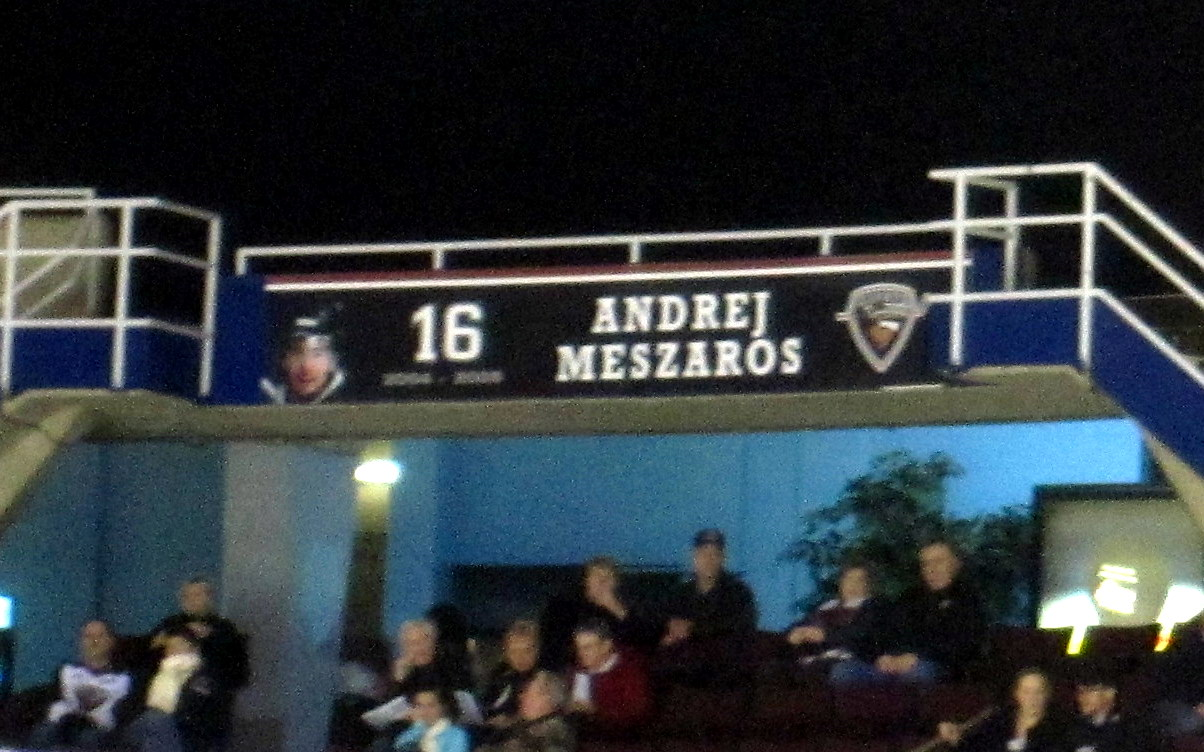
Trybuna honorowa na cześć Andreja Meszároša w klubie Vancouver Giants

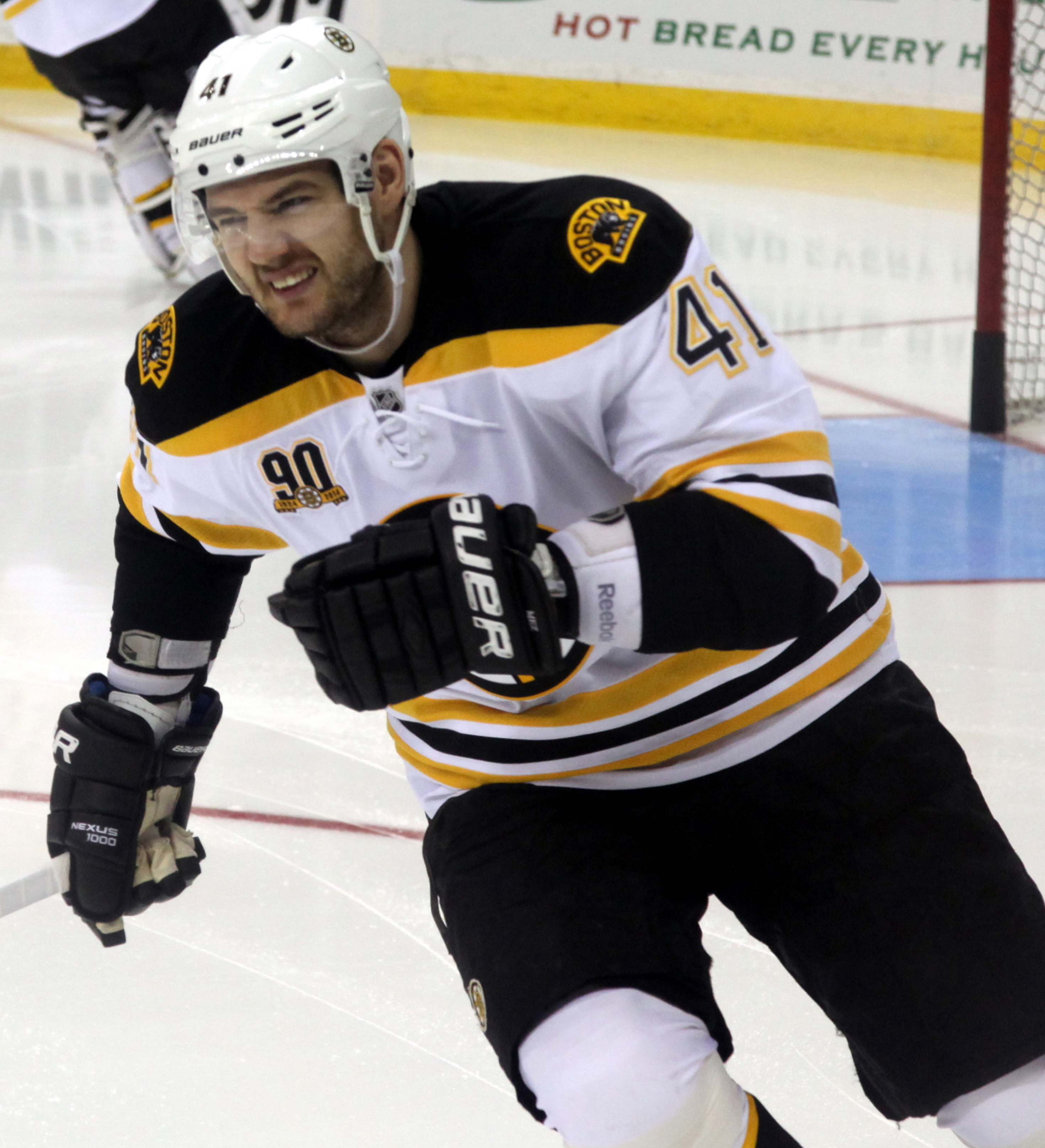
Andrej Meszároš w barwach Boston Bruins (2014)

- HC Dukla Trenczyn U20 (2001-2004)
- HC Dukla Trenczyn (2002-2004)
- Vancouver Giants (2004-2005)
- Ottawa Senators (2005-2008)
- Tampa Bay Lightning (2008-2010)
- Philadelphia Flyers (2010-2014)
- Boston Bruins (2014)
- Buffalo Sabres (2014-2015)
- Sibir Nowosybirsk (2015-2016)
- Slovan Bratysława (2016-2021)
- HK Dukla Trenczyn (2021-)

Wychowanek Dukli Trenczyn. Od lipca 2010 zawodnik Philadelphia Flyers. Od marca 2014 zawodnik Boston Bruins. Od lipca 2014 zawodnik Buffalo Sabres. Od końca października 2015 zawodnik rosyjskiego klubu Sibir Nowosybirsk. Odszedł z klubu z końcem kwietnia 2016. Od sierpnia 2016 był zawodnikiem Slovana Bratysława. Pod koniec czerwca 2021 ogłoszono jego transfer do macierzystej Dukli Trenczyn.
Uczestniczył w turniejach mistrzostw świata w 2004, 2006, 2015, 2016 oraz zimowych igrzysk olimpijskich 2006, 2010, 2014.

## Sukcesy
Reprezentacyjne
- Srebrny medal mistrzostw świata juniorów do lat 18: 2003

Klubowe
- Złoty medal mistrzostw Słowacji: 2004 z Duklą Trenczyn
- Mistrzostwo dywizji NHL: 2006 z Ottawa Senators, 2011 z Philadelphia Flyers
- Mistrzostwo konferencji NHL: 2006 z Ottawa Senators
- Presidents’ Trophy: 2014 z Boston Bruins

Indywidualne
- Ekstraliga słowacka 2003/2004: skład gwiazd
- Mistrzostwa świata juniorów do lat 20 w 2005: pierwsze miejsce w klasyfikacji strzelców wśród obrońców: 3 gole
- NHL (2005/2006): NHL All-Rookie Team
- NHL (2006/2007): NHL YoungStars Roster
- NHL (2010/2011): piąte miejsce w klasyfikacji +/− w sezonie zasadniczym: +30
- Mistrzostwa Świata w Hokeju na Lodzie 2015/Elita: jeden z trzech najlepszych zawodników reprezentacji na turnieju[9]